# 安卡拉條約 (1921年)
安卡拉條約（或安卡拉協定、法蘭克林-布永協定、法土安卡拉協定）是法國及土耳其革命者簽訂在1921年10月20日簽訂的。簽字者是法方的外交官法蘭克林-布永及土方的外交部部長優素福·凱末爾貝伊。根據條約內的條款，法國承認法土戰爭的終結，但土耳其境內的其他法國軍隊則不受影響，以換取土耳其給予的經濟特許權。土耳其承認法國對法屬敍利亞託管地的主權。法國宣稱對土耳其土地的主權在穆丹雅停戰協定（Armistice of Mudanya）裡正式被廢除。